# Alice Spencer
Lady Alice Spencer, contessa di Derby (Althorp, 4 maggio 1559 – Harefield, 23 gennaio 1637), è stata una nobildonna inglese.

## Biografia
Figlia di Sir John Spencer e Katherine Kitson, fu una nota protettrice di artisti e poeti durante l'età elisabettiana, cantata come Amarilli da Edmund Spenser nel suo poema Colin Clouts torna a casa e dedicataria da parte dello stesso Spenser di un'altra sua opera: Le lacrime delle Muse, nel 1591.

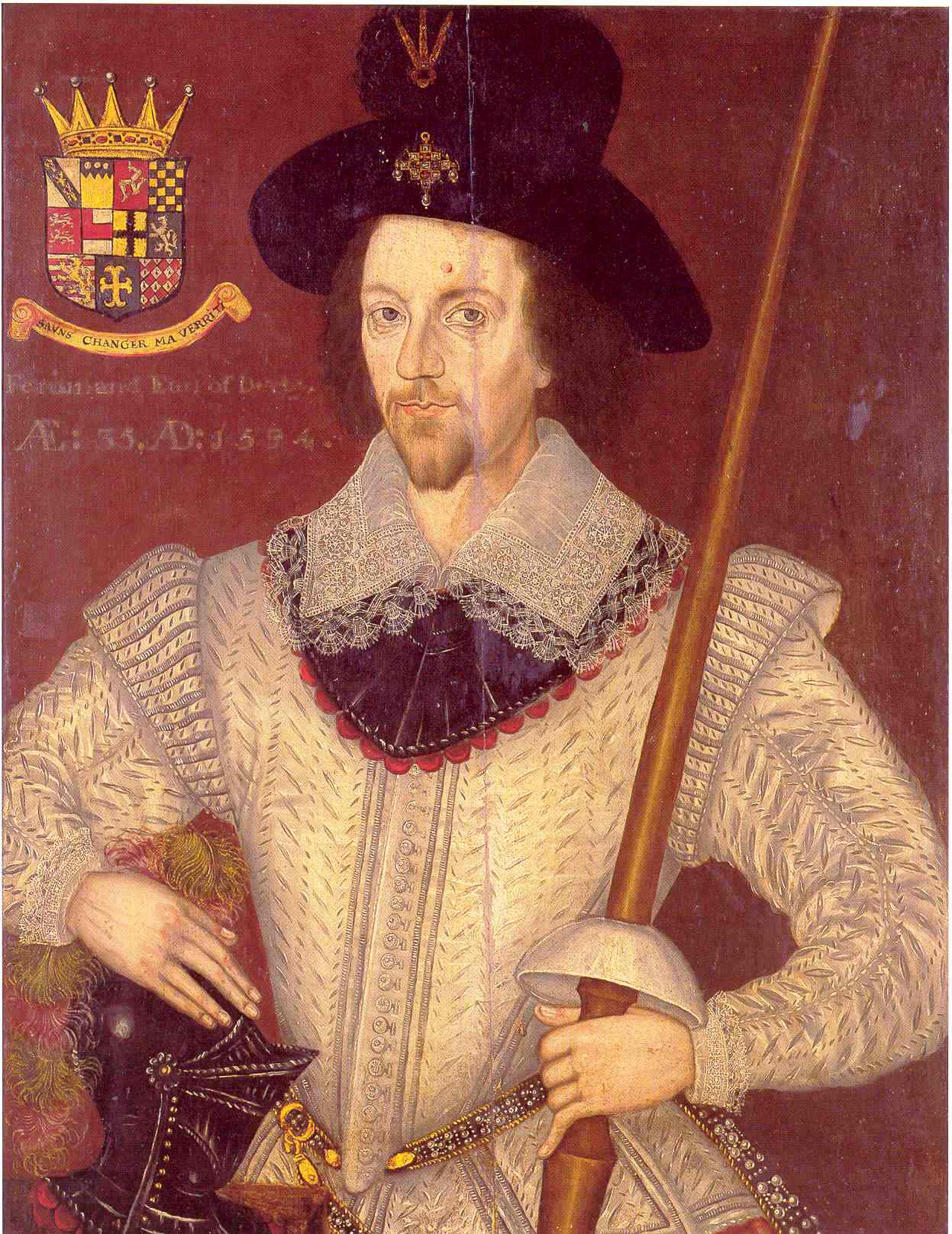
Ferdinando Stanley, V conte di Derby

Nata nella residenza avita degli Spencer, ad Althorp (acquistata dal nonno John nel 1522 dalla famiglia Catesby), nel 1559, ricevette una eccellente educazione, in vista di un matrimonio prestigioso che consolidasse il rango della famiglia. Nel 1579 infatti sposò Ferdinando Stanley, V conte di Derby, rampollo du una delle più potenti famiglie inglesi, ed erede presuntivo al trono, figlio di Henry Stanley, IV conte di Derby e di Lady Margaret Clifford. Lord Derby era un uomo colto ed amante del teatro (tra i suoi protetti si ricordano Robert Greene, Christopher Marlowe, Edmund Spenser e William Shakespeare), anche se sospetto di simpatie cattoliche, tanto che il suo nome venne più volte associato a diversi complotti, portando anche a una sua progressiva emarginazione dalla corte, fino alla sua morte nel 1594.

## Matrimoni

### Primo matrimonio
Nel 1579 sposò Ferdinando Stanley, V conte di Derby, un pretendente al trono inglese in quanto sua madre, Lady Margaret Clifford, era l'erede presunta della regina Elisabetta I dal 1578 fino alla sua morte nel 1596. Ebbero tre figlie:
- Lady Anne Stanley (1580-1647), sposò in prime nozze Grey Brydges, V barone di Chandos, ebbero quattro figli, e in seconde nozze Mervyn Tuchet, II conte di Castlehaven, ebbero una figlia;
- Lady Frances Stanley (1º maggio 1583-11 marzo 1636), sposò John Egerton, I conte di Bridgewater, ebbero otto figli;
- Lady Elizabeth Stanley (6 gennaio 1588-20 gennaio 1633), sposò Henry Hastings, V conte di Huntingdon, ebbero quattro figli.

Suo marito morì il 16 aprile 1594 e sua figlia maggiore, Anna, divenne erede presunta della regina Elisabetta I. Alla morte della regina nel 1603, tuttavia, la corona passò a Giacomo VI di Scozia, in quanto discendente di Margherita Tudor, sorella maggiore di Enrico VIII, mentre i Stanley discendevano dalla sua sorella minore, Maria Tudor, regina di Francia.
Il marito di Alice, lord Derby, morì nel 1594, e la compagnia di attori teatrali da lui finanziata (con la quale aveva collaborato anche William Shakespeare), chiamata The Earl of Derby's Men, mutò nome in The Countess of Derby's Men, continuando a tenere gli spettacoli a Lathom House, la residenza degli Stanley nel Lancashire.

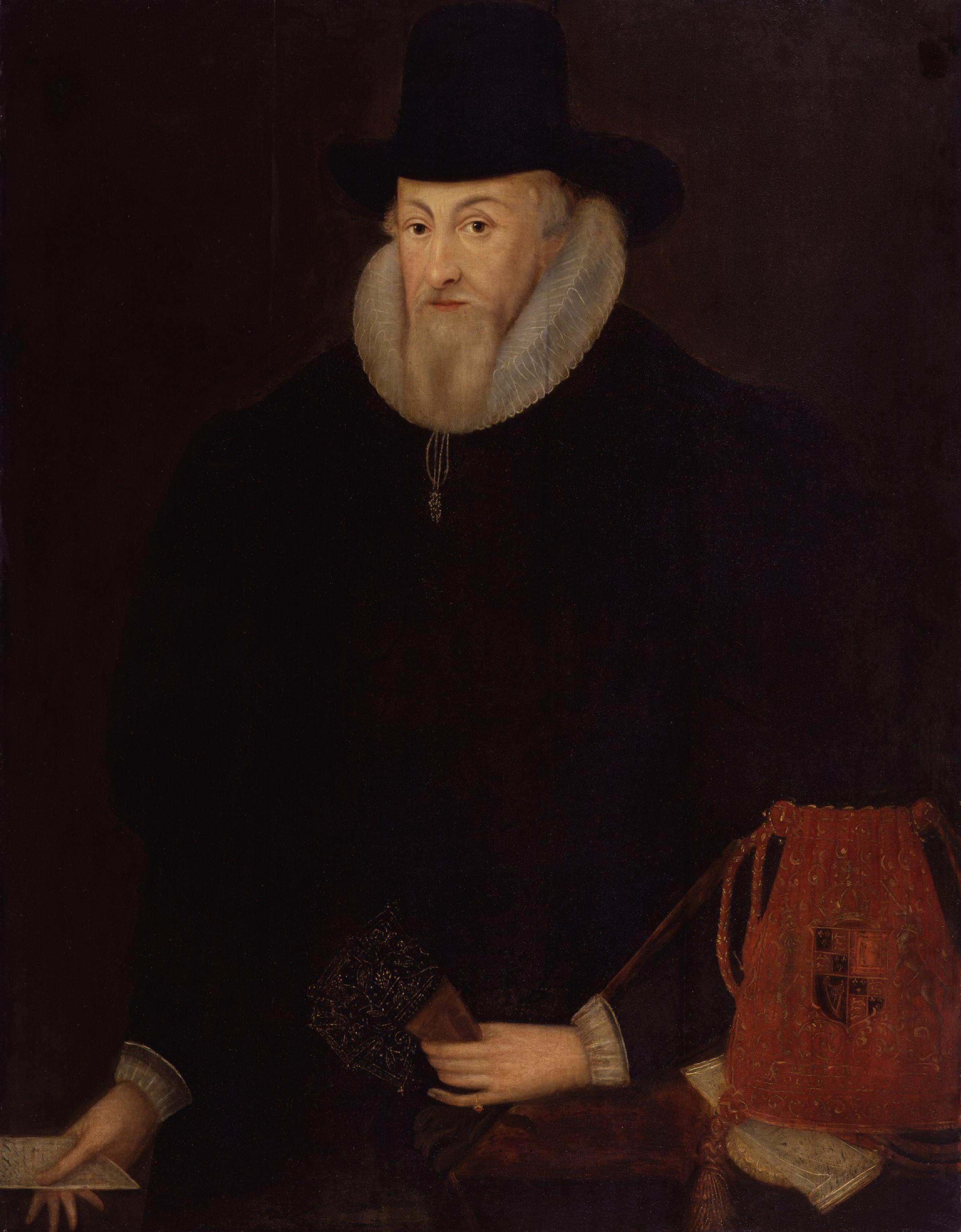
Thomas Egerton, Lord cancelliere

### Secondo matrimonio
Il 20 ottobre del 1600 Alice Stanley si risposò con Thomas Egerton, all'epoca Lord cancelliere e in seguito visconte di Brackley, insieme al quale fondò la Bridgewater Library; per cementare ulteriormente la loro unione, Alice organizzò il matrimonio di sua figlia Frances con il secondo figlio di Thomas Egerton, John di Bridgewater: da questa unione discenderà la casata anglo-scozzese dei duchi di Sutherland. Nel luglio del 1602 gli Egerton ospitarono la regina Elisabetta I nella residenza di Harefield Place, nel Middlesex, nella quale visse a lungo anche il poeta John Milton.
Nel 1601, Thomas Egerton acquistò Harefield Place nel Middlesex, e nel luglio 1602, la regina Elisabetta I fu ospitata ad Harefield dagli Egerton.

## Rapporti con Edmund Spenser
Alice fu una nota protettrice delle arti, insieme alle sue sorelle, Anne, la baronessa Mounteagle ed Elizabeth Spencer, baronessa Hunsdon. Il poeta Edmund Spenser si considerava un suo lontano parente; nel suo poema pastorale, "Colin Clouts Come Home Againe", la rappresentò come "Amaryllis", mentre le sue sorelle, Anne ed Elizabeth erano "Charillis" e "Phyllis", e il marito di Alice era "Amyntas". "Amaryllis" fu descritta come "la più alta in grado".

## Morte
La contessa morì il 23 gennaio 1637 e fu sepolta nella chiesa di Santa Maria Vergine di Harefield, dove già esisteva un monumento commemorativo dedicato a lei e alle sue tre figlie.

## Ascendenza
|                     |               |                   | Genitori            |  |  | Nonni |  |  | Bisnonni     |  |  | Trisnonni       |  |
|                     |               |                   |                     |  |  |       |  |  | John Spencer |  |  | William Spencer |  |
|                     |               |                   |                     |  |  |       |  |  | John Spencer |  |  | William Spencer |  |
|                     |               | Elizabeth Empson  |                     |  |  |       |  |  | John Spencer |  |  |                 |  |
| William Spencer     |               |                   |                     |  |  |       |  |  | John Spencer |  |  |                 |  |
|                     |               | Isabel Grant      | Walter Grant        |  |  |       |  |  |              |  |  |                 |  |
|                     |               | Isabel Grant      | Walter Grant        |  |  |       |  |  |              |  |  |                 |  |
|                     |               | Isabel Grant      | Elizabeth Ruding    |  |  |       |  |  |              |  |  |                 |  |
| John Spencer        |               | Isabel Grant      |                     |  |  |       |  |  |              |  |  |                 |  |
|                     |               | Richard Knightley | Richard Knightley   |  |  |       |  |  |              |  |  |                 |  |
|                     |               | Richard Knightley | Richard Knightley   |  |  |       |  |  |              |  |  |                 |  |
|                     |               | Richard Knightley | Eleanor Throgmorton |  |  |       |  |  |              |  |  |                 |  |
| Susan Knightley     |               | Richard Knightley |                     |  |  |       |  |  |              |  |  |                 |  |
|                     |               | Jane Skennard     | Henry Skennard      |  |  |       |  |  |              |  |  |                 |  |
|                     |               | Jane Skennard     | Henry Skennard      |  |  |       |  |  |              |  |  |                 |  |
|                     |               | Jane Skennard     | Margery Harewdon    |  |  |       |  |  |              |  |  |                 |  |
| Alice Spencer       |               | Jane Skennard     |                     |  |  |       |  |  |              |  |  |                 |  |
|                     | Robert Kytson | Thomas Kytson     |                     |  |  |       |  |  |              |  |  |                 |  |
|                     | Robert Kytson | Thomas Kytson     |                     |  |  |       |  |  |              |  |  |                 |  |
|                     | Robert Kytson | …                 |                     |  |  |       |  |  |              |  |  |                 |  |
| Thomas Kytson       | Robert Kytson |                   |                     |  |  |       |  |  |              |  |  |                 |  |
|                     |               | Margaret Smythe   | …                   |  |  |       |  |  |              |  |  |                 |  |
|                     |               | Margaret Smythe   | …                   |  |  |       |  |  |              |  |  |                 |  |
|                     |               | Margaret Smythe   | …                   |  |  |       |  |  |              |  |  |                 |  |
| Katherine Kitson    |               | Margaret Smythe   |                     |  |  |       |  |  |              |  |  |                 |  |
|                     |               | John Donington    | …                   |  |  |       |  |  |              |  |  |                 |  |
|                     |               | John Donington    | …                   |  |  |       |  |  |              |  |  |                 |  |
|                     |               | John Donington    | …                   |  |  |       |  |  |              |  |  |                 |  |
| Margaret Donnington |               | John Donington    |                     |  |  |       |  |  |              |  |  |                 |  |
|                     |               | Elizabeth Pye     | John Pye            |  |  |       |  |  |              |  |  |                 |  |
|                     |               | Elizabeth Pye     | John Pye            |  |  |       |  |  |              |  |  |                 |  |
|                     |               | Elizabeth Pye     | Elsbeth Whitney     |  |  |       |  |  |              |  |  |                 |  |
|                     |               | Elizabeth Pye     |                     |  |  |       |  |  |              |  |  |                 |  |